# Мушабуоно (Напуљ)
Мушабуоно је насеље у Италији у округу Напуљ, региону Кампанија.
Према процени из 2011. у насељу је живело 173 становника. Насеље се налази на надморској висини од 50 м.